# Tom Clancy's Splinter Cell: Essentials
Tom Clancy's Splinter Cell: Essentials développé par Ubisoft et sorti en avril 2006. Il existe uniquement sur PSP. Cet épisode est en fait constitué de flashbacks dans la vie de Sam Fisher.

## Synopsis
L'histoire se déroule en 2009, après les évènements de Double Agent, qui est cependant sorti après celui-ci (en octobre 2006). Sam Fisher est accusé de terrorisme et arrêté sur la tombe de sa fille Sarah, morte écrasée par un chauffard ivre. Il est ensuite interrogé par l'agent Williams sur certaines de ses missions afin de trouver des preuves de sa trahison. Mais les fichiers de mission ont vraisemblablement été falsifiés. Fisher est également accusé du meurtre de Lambert, qu'il a été obligé de tuer afin d'éviter l'échec d'une mission vitale pour Échelon 3.
Les missions de cet opus sont soit tirées d'anciens Splinter Cell, soit inédites, soit seront reprises dans l'épisode suivant Double Agent.

## Contenu

### Missions
Cet épisode compte neuf missions qui font voyager aux quatre coins du monde, plus trois épisodes bonus.

## Accueil
- Jeuxvidéo.com : 11/20[1]